# 科姆斯湖
67°44′34.94″N 30°55′22.99″E / 67.7430389°N 30.9230528°E
科姆斯湖（俄语：Комсозеро），是俄羅斯的湖泊，位於該國西北部，由摩爾曼斯克州負責管轄，面積0.5平方公里，海拔高度263.2米，平均水深6至9米，最大水深28米。